# Вац (Венгрия)
Вац (венг. Vác [ˈvaːts], нем. Waitzen, словац. Vacov) — город в северной части Венгрии, в медье Пешт. Население — 33 323 человека (2004).

## География и транспорт
Город расположен на левом берегу Дуная в 20 километрах к северу от центра Будапешта рядом с местом, где река меняет генеральное направление течения на южное. Город лежит у подножия гор Насай, одного из отрогов Карпат. Через город проходит автомагистраль E77, ведущая от Будапешта на север в сторону словацких городов Зволен и Банска Бистрица, а также железная дорога, идущая по левому берегу Дуная от Будапешта через Вац и Соб в словацкий Штурово и далее в Братиславу. Время в пути на поезде от Будапешта — около 25 минут.

## История
Самые ранние упоминания о городе относятся к XI веку. Во времена Иштвана Святого здесь было основано епископство. В 1241 году город был полностью уничтожен монгольскими ордами, после чего был отстроен заново. В XIV—XV веках последовал период подъёма, Вац получил статус вольного королевского города.
Город был завоёван турками в 1541 году. Поскольку по рубежу Дуная в этом районе турецкое наступление было остановлено австрийцами, Вац стал стратегически важным городом на линии противостояния, вокруг которого регулярно велись боевые действия. Между 1541 и 1686 годами Вац более 40 раз переходил из рук в руки. В 1597 и 1684 годах под Вацем австрийцами были одержаны важные победы. После окончательного освобождения от турок в 1686 году город полностью лежал в руинах и совершенно обезлюдел.

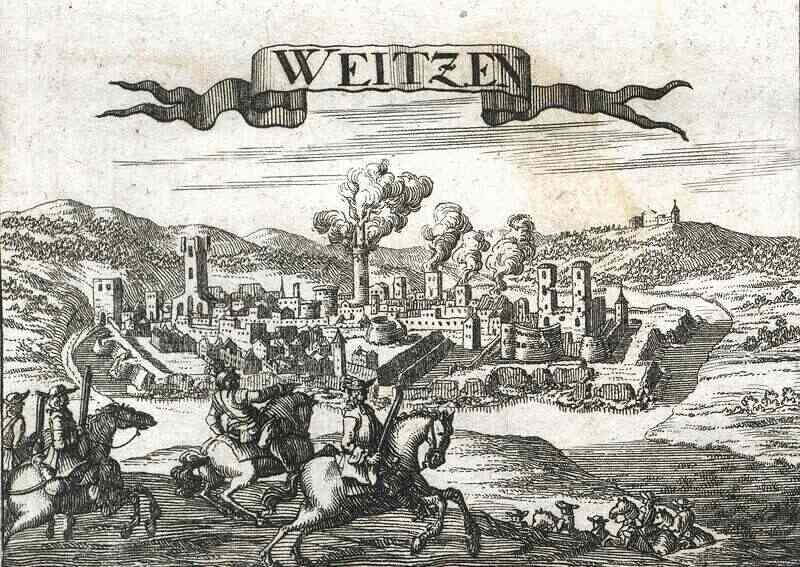
Вац в 1686 году. Гравюра.

В XVIII веке шло медленное восстановление города, ещё раз прерванное в 1731 году сильным пожаром. Бурный подъём города начался лишь во второй половине XVIII века при правлении епископа Кристофа Мигацци. В этот период в городе были построены многие архитектурные шедевры, дошедшие до наших дней.
В XIX веке город продолжал развиваться, индустриализация Ваца привела к появлению большого числа фабрик, в 1846 году железная дорога связала город с Будапештом.
В начале июля 1849 года здесь, в ходе венгерской революции, произошли первые столкновения русских войск под командованием князя Паскевича с венгерскими войсками под началом Артура Гергея.
Во время Второй мировой войны город сильно пострадал. В ходе Будапештской операции было разрушено множество исторических зданий, погибло большое число жителей. Восстановительные работы продолжались несколько десятилетий.
Последствия экономического спада 90-х годов XX века были преодолены с началом XXI века. Современный Вац — динамичный город с растущим населением и современной инфраструктурой, крупный коммерческий центр. Большую роль в последнее время приобретает туризм.

## Достопримечательности

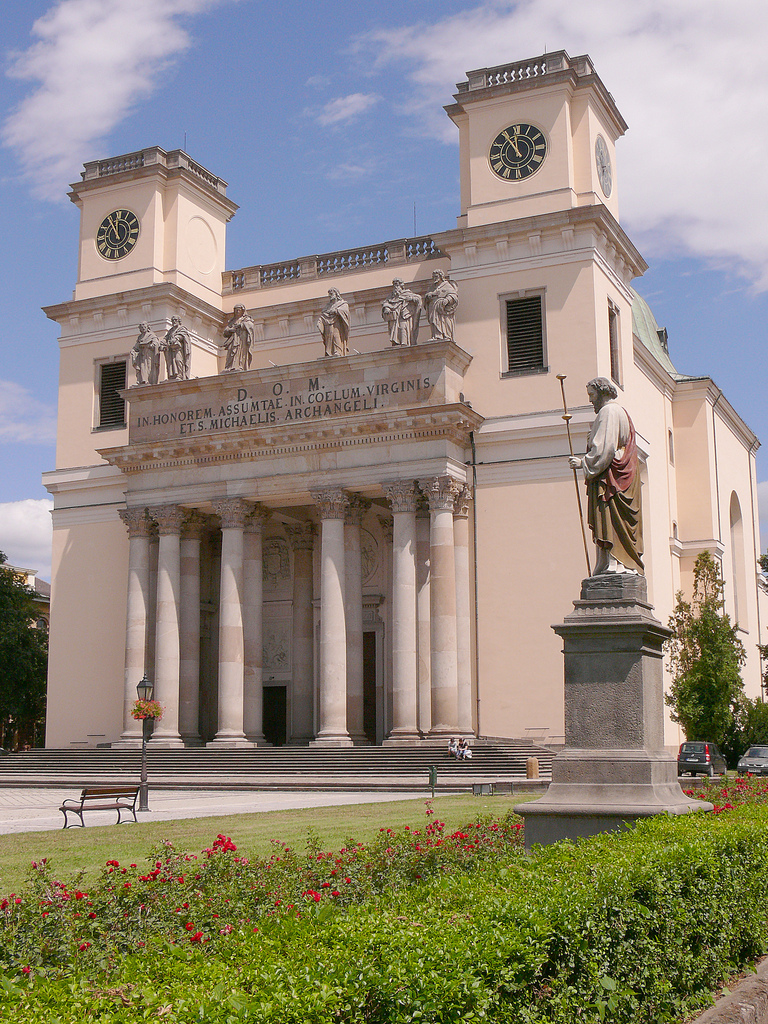
Собор

- Городской собор. Построен в 1770 году в стиле неоклассицизм на месте древней романской церкви, где был похоронен король Гёза I. Внутренний интерьер украшен фресками и богатым скульптурным декором.
- Ратуша. Находится на центральной площади города — площади 15 Марта, застроенной по периметру прекрасными барочными зданиями. Ратуша возведена в 1764 году. На фасаде здания — скульптура богини правосудия.
- Часовня сестёр милосердия. Построена на площади 15 Марта в начале XVIII века.
- Греческая церковь. Сооружена в 1795 году. В настоящее время — выставочный зал.
- Церковь доминиканцев. Расположена на южной стороне центральной площади. Её строительство растянулось на 50 лет и было закончено в 1755 году. Ныне — выставка «Memento mori».
- Дворец епископа. Старейшее здание Ваца, перестроенное под епископскую резиденцию после изгнания турок. В настоящее время — музей истории города.
- Триумфальная арка. Нехарактерное для Венгрии сооружение воздвигнуто епископом Мигацци в 1764 году в честь посещения города императрицей Марией-Терезией.
- Готическая Острая башня и остатки крепостной стены. Оставшиеся фрагменты городских укреплений, встроенные прямо в жилой дом.
- Монастырь пиаров. Построен в 1745 году орденом пиаров. На площади перед монастырём — колонна Св. Троицы.
- Монастырь францисканцев. Сооружен францисканцами в XVIII веке на месте крепости, разрушенной в ходе войн с турками.

## Население
| Год  | Численность | Численность |
| ---- | ----------- | ----------- |
| 2013 | 33 475      | [ 4 ]       |
| 2014 | 33 302      | [ 5 ]       |
| 2018 | 32 728      | [ 6 ]       |
| 2019 | 32 828      | [ 7 ]       |
| 2020 | 36 310      | [ 8 ]       |
| 2022 | 34 449      | [ 9 ]       |
| 2023 | 34 040      | [ 10 ]      |
| 2024 | 34 001      | [ 1 ]       |

Подавляющее большинство населения города составляют венгры — 94,9 %. Наиболее многочисленное меньшинство — цыгане (1,3 %). Также в городе проживают немцы, словаки, украинцы, румыны (все менее 1 %).
Католики составляют большинство верующих — 59,4 % римокатолики, 0,7 % грекокатолики. Кальвинистов в Ваце — 9,3 %, лютеран — 3,1 %. 14,4 % жителей Ваца заявили о своей нерелигиозности.

## Города-побратимы
- Гиватаим, Израиль (1993)[11]
- Донауэшинген, Германия (1993)[11]
- Дубница-над-Вагом, Словакия (1998)[11]
- Дёй-ла-Барр, Франция (1991)[11]
- Завадзке, Польша (17 января 2016)[11]
- Одорхею-Секуеск, Румыния (1997)[11]
- Отроковице, Чехия (21 февраля 2014)[12][11]
- Сарыер, Турция (ноябрь 2011)[11]
- Тячев, Украина (октябрь 2011)[11]
- Шаги, Словакия (2004)[11]
- Ярвенпяа, Финляндия (1984)[11]